# Campeonato de Primera División D 1975
El Campeonato de Primera División D 1975 fue la cuadragésimo primera temporada del certamen y la vigésimo quinta temporada de la cuarta categoría del fútbol argentino. Se disputó entre el 12 de abril de 1975 y el 24 de enero de 1976.
Los nuevos participantes fueron Cañuelas, Central Ballester y Puerto Nuevo, que se afiliaron ese año a la AFA, mientras que no hubo incorporaciones desde la Primera C puesto que no hubo descensos el año anterior.
El certamen consagró campeón por primera vez a Tristán Suárez, que obtuvo el ascenso. Por su parte, Deportivo Merlo resultó subxampeón y obtuvo el segundo ascenso.

## Ascensos y descensos
| \| Equipos afiliados \| \| ----------------- \| \| Cañuelas \| \| Central Ballester \| \| Puerto Nuevo \| |
| Equipos afiliados                                                                                         |
| Cañuelas                                                                                                  |
| Central Ballester                                                                                         |
| Puerto Nuevo                                                                                              |

## Formato
Los 23 equipos se dividieron en una zona de 12 equipos y una zona de 11 equipos y se enfrentaron en cada una bajo el sistema de todos contra todos a dos ruedas.
Los cinco primeros de cada zona clasificaron al Torneo Decagonal por el Ascenso, cuyo ganador se consagró campeón y obtuvo el primer ascenso, mientras que el subcampeón obtuvo el segundo ascenso.

## Equipos participantes
| Equipo                   | Lugar             | Estadio                     |
| ------------------------ | ----------------- | --------------------------- |
| Acassuso                 | Boulogne Sur Mer  | No posee                    |
| Atlas                    | General Rodríguez | Ricardo Puga                |
| Cañuelas                 | Cañuelas          | El Cajón                    |
| Central Ballester        | Villa Ballester   | Italia y Moreno             |
| Centro Español           | Villa Sarmiento   | No posee                    |
| Defensores de Almagro    | Balvanera         | No posee                    |
| Defensores de Cambaceres | Ensenada          | Camino Rivadavia y Quintana |
| Deportivo Paraguayo      | San Telmo         | No posee                    |
| Deportivo Merlo          | Merlo             | Ingeniero Huergo y Ramallo  |
| Ferrocarril Urquiza      | Villa Lynch       | Monumental de Villa Lynch   |
| General Belgrano         | Tapiales          | José María Moraños          |
| General Lamadrid         | Villa Devoto      | General Lamadrid            |
| Ituzaingó                | Ituzaingó         | Ituzaingó                   |
| Juventud Unida           | Muñiz             | Franco Muggeri              |
| Leandro N. Alem          | General Rodríguez | Leandro N. Alem             |
| Pilar                    | Pilar             | No posee                    |
| Piraña                   | Parque Patricios  | No posee                    |
| Puerto Nuevo             | Campana           | Municipal de Campana        |
| Sacachispas              | Villa Soldati     | Lacarra y Barros Pazos      |
| San Martín               | Burzaco           | Francisco Boga              |
| Sportivo Barracas        | Barracas          | No posee                    |
| Sportivo Palermo         | Palermo           | No posee                    |
| Tristán Suárez           | Tristán Suárez    | Moreno y Fariña             |

### Distribución geográfica de los equipos
| Región                                   | Cant. | Equipos |
| ---------------------------------------- | ----- | --- |
| Conurbano bonaerense                     | 11    | Acassuso, Central Ballester, Centro Español, Deportivo Merlo, Ferrocarril Urquiza, General Belgrano, Ituzaingó, Juventud Unida, Pilar, San Martín (B) y Tristán Suárez |
| Ciudad de Buenos Aires                   | 7     | Defensores de Almagro, Deportivo Paraguayo, General Lamadrid, Piraña, Sacachispas, Sportivo Barracas y Sportivo Palermo                                                |
| Interior de la provincia de Buenos Aires | 5     | Atlas, Cañuelas, Defensores de Cambaceres, Leandro N. Alem y Puerto Nuevo                                                                                              |

## Tabla de posiciones

### Zona Norte
| Pos. | Equipo            | Pts. | PJ | PG | PE | PP | GF | GC | Dif. |
| ---- | ----------------- | ---- | -- | -- | -- | -- | -- | -- | ---- |
| 1.º  | Deportivo Merlo   | 33   | 22 | 14 | 5  | 3  | 58 | 23 | 35   |
| 2.º  | Centro Español    | 33   | 22 | 14 | 5  | 3  | 51 | 29 | 22   |
| 3.º  | Juventud Unida    | 31   | 22 | 14 | 3  | 5  | 51 | 27 | 24   |
| 4.º  | Central Ballester | 28   | 22 | 11 | 6  | 5  | 47 | 24 | 23   |
| 5.º  | Leandro N. Alem   | 27   | 22 | 12 | 3  | 7  | 67 | 43 | 24   |
| 6.º  | Sportivo Palermo  | 25   | 22 | 10 | 5  | 7  | 38 | 39 | −1   |
| 7.º  | Acassuso          | 24   | 22 | 10 | 4  | 8  | 54 | 37 | 17   |
| 8.º  | Puerto Nuevo      | 20   | 22 | 8  | 4  | 10 | 48 | 39 | 9    |
| 9.º  | Ituzaingó         | 17   | 22 | 6  | 5  | 11 | 29 | 49 | −20  |
| 10.º | General Belgrano  | 12   | 22 | 4  | 4  | 14 | 37 | 85 | −48  |
| 11.º | Pilar             | 11   | 22 | 3  | 5  | 14 | 29 | 59 | −30  |
| 12.º | Atlas             | 3    | 22 | 0  | 3  | 19 | 27 | 82 | −55  |

|  | Clasificó al Torneo Decagonal por el Ascenso |

### Zona Sur
| Pos. | Equipo                   | Pts. | PJ | PG | PE | PP | GF | GC | Dif. |
| ---- | ------------------------ | ---- | -- | -- | -- | -- | -- | -- | ---- |
| 1.º  | Sacachispas              | 33   | 20 | 13 | 7  | 0  | 64 | 24 | 40   |
| 2.º  | Defensores de Cambaceres | 30   | 20 | 11 | 8  | 1  | 54 | 22 | 32   |
| 3.º  | Tristán Suárez           | 25   | 20 | 9  | 7  | 4  | 47 | 28 | 19   |
| 4.º  | General Lamadrid         | 25   | 20 | 10 | 5  | 5  | 43 | 35 | 8    |
| 5.º  | Defensores de Almagro    | 22   | 20 | 8  | 6  | 6  | 38 | 40 | −2   |
| 6.º  | Cañuelas                 | 21   | 20 | 7  | 7  | 6  | 34 | 30 | 4    |
| 7.º  | San Martín de Burzaco    | 20   | 20 | 7  | 6  | 7  | 38 | 39 | −1   |
| 8.º  | Sportivo Barracas        | 13   | 20 | 5  | 3  | 12 | 25 | 44 | −19  |
| 9.º  | Ferrocarril Urquiza      | 13   | 20 | 5  | 3  | 12 | 29 | 49 | −20  |
| 10.º | Piraña                   | 9    | 20 | 3  | 3  | 14 | 26 | 55 | −29  |
| 11.º | Deportivo Paraguayo      | 9    | 20 | 3  | 3  | 14 | 25 | 57 | −32  |

|  | Clasificó al Torneo Decagonal por el Ascenso |

## Torneo Decagonal por el Ascenso
| Pos. | Equipo                   | Pts. | PJ | PG | PE | PP | GF | GC | Dif. |
| ---- | ------------------------ | ---- | -- | -- | -- | -- | -- | -- | ---- |
| 1.º  | Deportivo Merlo          | 13   | 9  | 5  | 3  | 1  | 19 | 8  | 11   |
| 2.º  | Tristán Suárez           | 13   | 9  | 6  | 1  | 2  | 19 | 13 | 6    |
| 3.º  | Central Ballester        | 12   | 9  | 4  | 4  | 1  | 21 | 11 | 10   |
| 4.º  | Sacachispas              | 11   | 9  | 5  | 1  | 3  | 15 | 14 | 1    |
| 5.º  | Defensores de Cambaceres | 10   | 9  | 3  | 4  | 2  | 18 | 12 | 6    |
| 6.º  | Centro Español           | 8    | 9  | 3  | 2  | 4  | 13 | 13 | 0    |
| 7.º  | General Lamadrid         | 8    | 9  | 3  | 2  | 4  | 9  | 11 | −2   |
| 8.º  | Juventud Unida           | 8    | 9  | 3  | 2  | 4  | 13 | 16 | −3   |
| 9.º  | Leandro N. Alem          | 7    | 9  | 2  | 3  | 4  | 15 | 18 | −3   |
| 10.º | Defensores de Almagro    | 0    | 9  | 0  | 0  | 9  | 6  | 32 | −26  |

|  | Jugó un desempate para definir al campeón |

### Desempate por el campeonato
| Tristán Suárez | 1 - 1 (5 - 4) | Deportivo Merlo | Excursionistas | 24 de enero |
| Tristán Suárez se consagró campeón y obtuvo el primer ascenso. Deportivo Merlo finalizó como subcampeón y obtuvo el segundo ascenso |               |                 |                |             |